# Liguri Bebiani

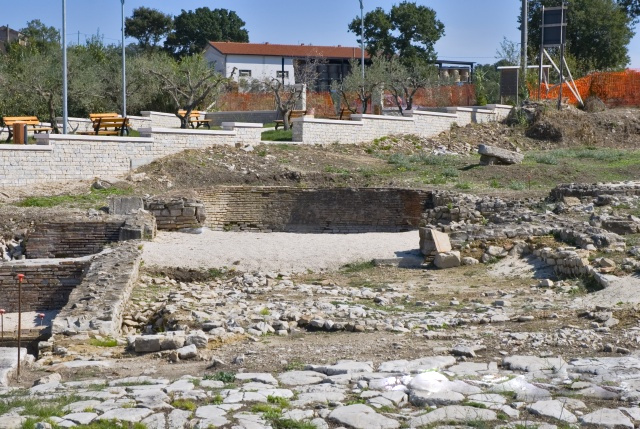
Un dettaglio dell'area archeologica di Macchia di Circello

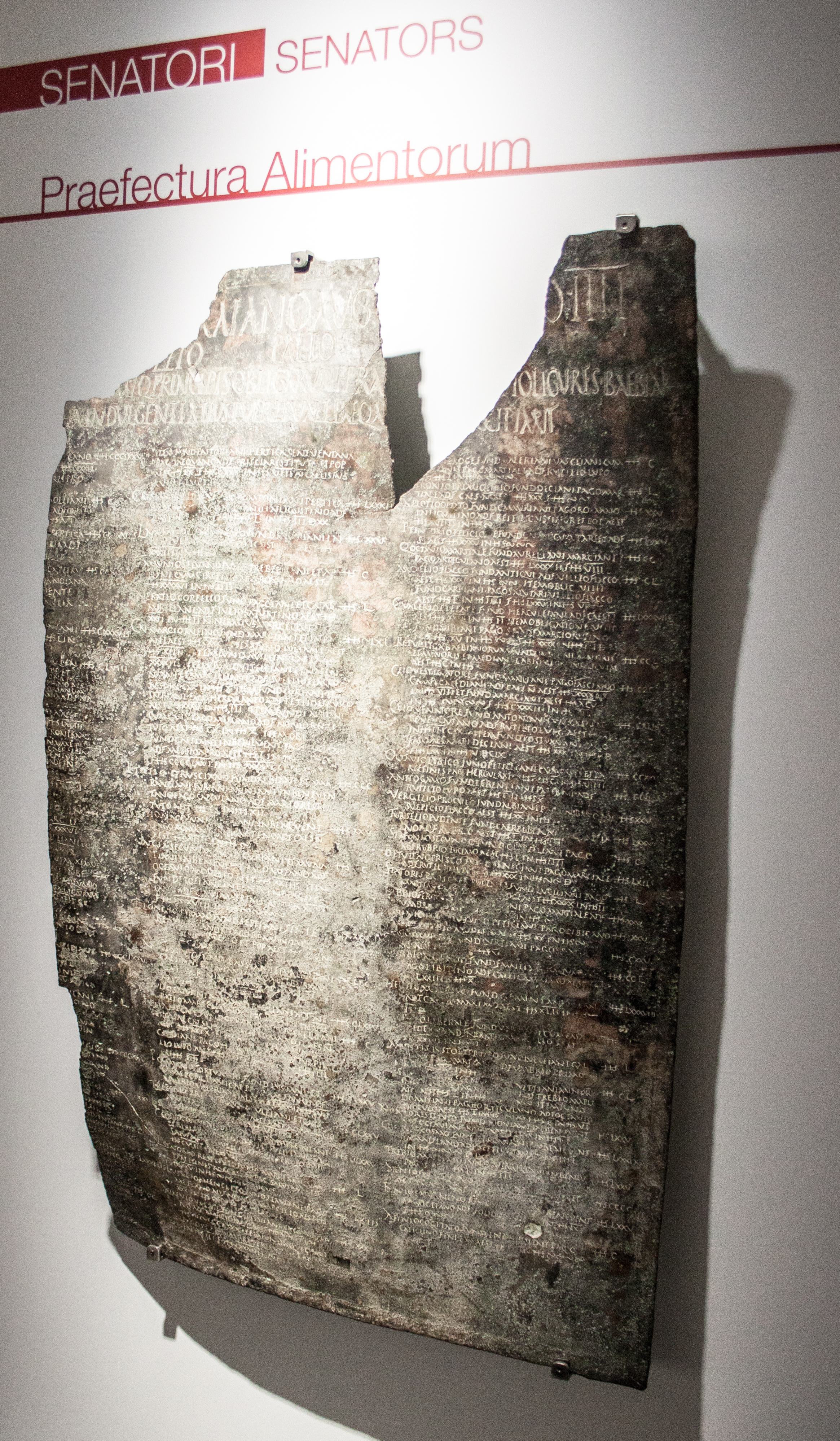
La Tabula dei Ligures Baebiani nel museo nazionale romano

Con il termine Liguri Bebiani era conosciuto nella geografia romana un insediamento di Liguri nel Sannio, nei pressi dell'odierna Circello.

## Storia
Secondo alcune ipotesi le città sannite di Taurasia e Cisauna, di incerta localizzazione, furono conquistate nel 298 a.C. dal console romano Lucio Cornelio Scipione Barbato e il loro territorio fu espropriato e dichiarato ager publicus (altri invece ritengono che Taurasia e Cisauna fossero delle regioni, distinte dal Sannio propriamente detto).
Nel 180 a.C. 47 000 liguri apuani, provenienti dai dintorni di Luni, vennero forzatamente deportati in tale distretto. Furono così formati due pagi: i liguri bebiani e i liguri corneliani, prendendo nome dai consoli che supervisionarono la loro deportazione: M. Bebio Tamfilo e P. Cornelio Cetego.
Nel 99 d.C. un terremoto nel pagus dei liguri bebiani (ormai parte della Regio II Apulia et Calabria) provocò il crollo dell'edificio termale, successivamente restaurato, come si evince dal testo di un'epigrafe.